# Podagra (bướm đêm)
Podagra là một chi bướm đêm thuộc họ Noctuidae.

## Loài
- Podagra crassipes Smith, 1902